# Sugkopp
| Sugkopp (Häftskiva) |
| --- |
| Sugkopp pressad mot ett fönster. - Betydelse – verktyg eller naturligt organ (häftskiva) som med hjälp av undertryck fäster mot en yta - Material – om konstgjort: ofta gummi eller liknande elastiskt och gastätt material - Användning – om konstgjort: tillfällig upphängning eller sammanfogning; naturligt: klätter- eller fästverktyg hos djur |

En sugkopp är ett verktyg eller instrument som använder undertrycket hos en gas eller vätska för att fästa mot icke-porösa ytor. Därmed skapas ett undertryck.
Sugkoppar förekommer hos vissa djur, inklusive bläckfiskar och vissa grodor; hos amfibier är de då kända som häftskivor. De har återskapats artificiellt för olika ändamål.

## Teori
Funktionen hos en sugkopp baseras oftast på den hos ett elastiskt och töjbart material, med en skålad yta. När centrum av sugkoppen pressas mot ett platt, icke-poröst underlag, kommer avståndet mellan sugkoppen och underlaget att minska. Detta tvingar ut luft eller vatten, förbi sugkoppens sidor. Håligheten som bildas mellan sugkoppen och underlaget innehåller en mycket liten del luft eller vatten, eftersom detta redan tryckts ut förbi sugkoppens kant, något som skapar ett undertryck. Tryckskillnaden mellan atmosfären utanför sugkoppen och den innanför den tvingar sugkoppen att häfta fast på underlaget.

Trycket utanpå sugkoppen överskrider det inuti. Tryckskillnaden håller sugkoppen i kontakt med underlaget.

När någon slutar applicera ett fysiskt tryck på utsidan av sugkoppen, återgår dess elastiska material till sin ursprungliga, skålade form. Tidslängden som sugeffekten kan kvarstå beror på hur länge det tar för gas eller vätska att åter sippra tillbaka in i håligheten mellan sugkopp och underlag. Till slut minskar tryckskillnaden, och sugeffekten avtar eller upphör helt. Sugeffekten beror på underlagets porositet och platthet, liksom av egenskaperna hos sugkoppens kant. En viss mängd mineralolja eller vegetabilisk olja används ofta för att hjälpa till att hindra återsipprandet.
Sugkoppens effekt kan vara som störst när den pressas mot ett helt jämnt underlag. Genom produktutveckling har man dock fått fram sugkoppar med fast bälg och mer flexibelt fästyta, vilket förbättrar sugeffekten mot mer ojämna ytor.

## Historia

### Tidiga varianter

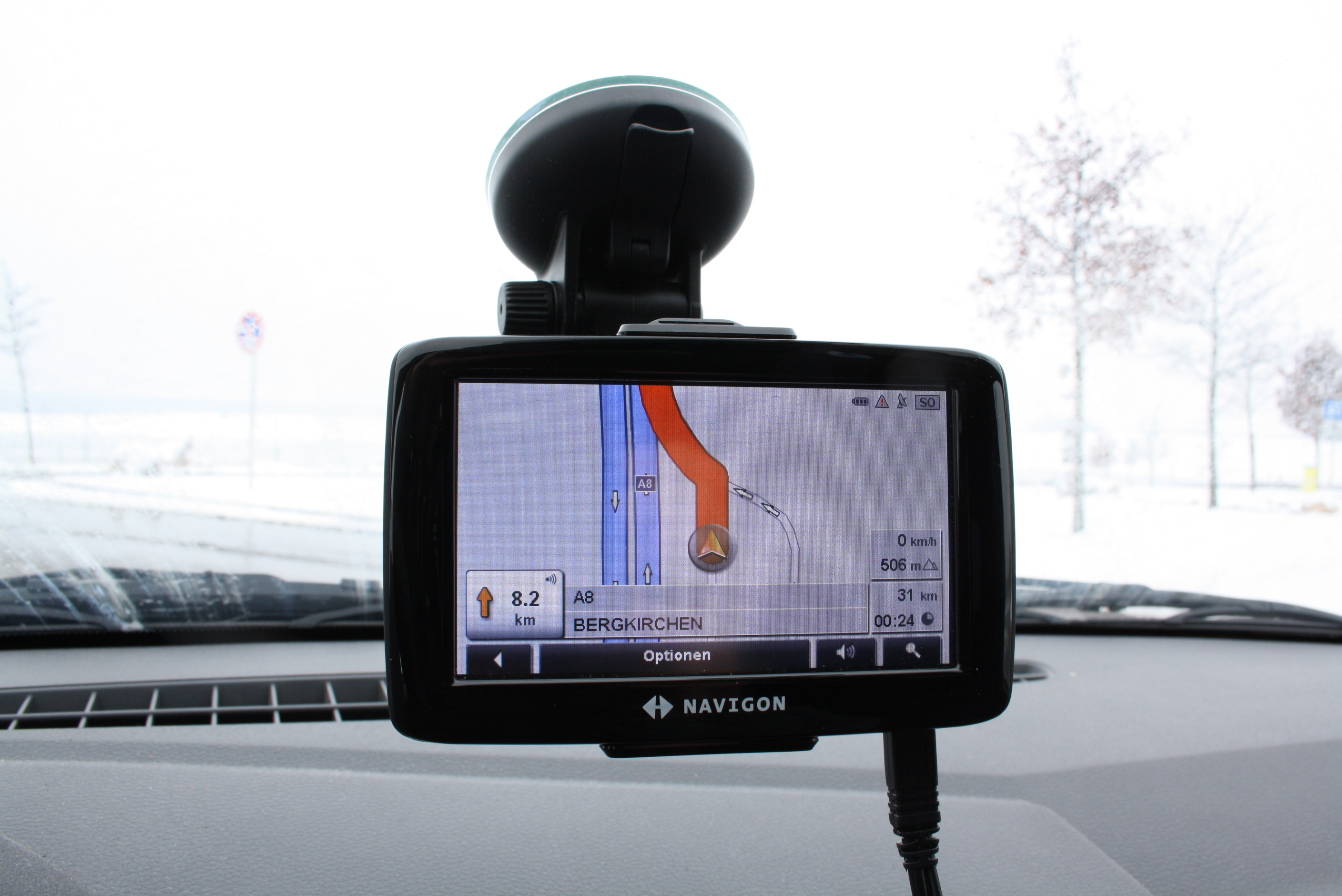
Enheter för satellitnavigation i bilar levereras ofta med sugkoppar, så de kan monteras på vindrutan.

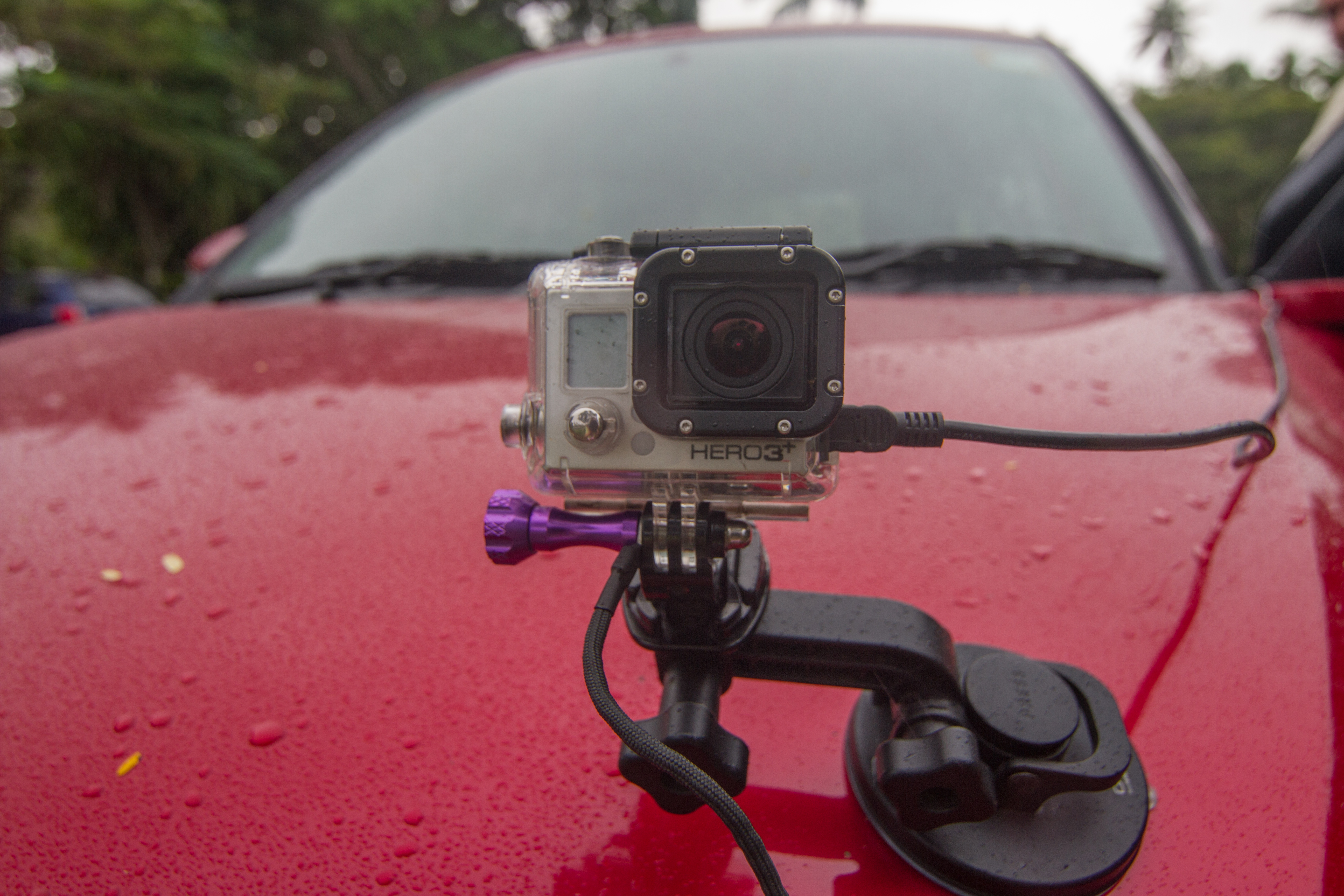
Gopro-kamera fastsatt på en bil med en sugkopp.

Första gången människor använt konstgjorda sugkoppar tros ha varit under 200-talet e.Kr. De var då gjorda av kalebasser. De användes för att suga ut "dåligt blod" från interna organ till ytan (se vidare koppning), och Hippokrates tros ha uppfunnit denna procedur.
På 1600-talet testade den tyske ingenjören Otto von Guericke framgångsrikt sugkoppens idé i ett experiment mot 16 draghästar. Han hade sammanfogat två halvrunda sugkoppar av koppar, vilka mellan sig hade ett starkt undertryck skapat genom en egentillverkad pump.

### 1800- och tidigt 1900-tal
Det första moderna patentet för en sugkopp utfärdades av United States Patent and Trademark Office under 1860-talet. TC Roche tilldelades 1866 U.S. Patent No. 52,748, för en "doppstav för fotografisk framkallning"; patentet avslöjar en primitiv sugkopp anpassad för att hantera fotografiska plåtar under framkallningsprocessen.
Två år senare patenterade Orwell Needham en mer utvecklad design för sugkoppar, genom U.S. Patent No. 82,629. Han kallade sin uppfinning för en "atmosfärisk dörrknopp" för allmänt bruk som handtag och öppnare för skåpslådor.
1882 tog W.H. Jones och C.L. Middleton amerikanskt patent på en mer allmänt användbar sugkopp. Den var utformad som en konkav gummikopp med en hätta och klämma för att kunna hålla fast olika föremål. Sugkoppen var bland annat tänkt att användas i skyltfönster.
1889 togs amerikanskt patent på två olika sorters sugkoppar. Den ena var F. Whites uppfinning med en krok för att kunna hänga saker på. Den andra var en var J.W. Greenes bröstformade apparat, som var tänkt att användas som ett bröstförstoringsmedel (!).
1910 patenterades H.B. Cunninghams egen bröstanpassade variant. Den skulle appliceras på brösten hos ammande kvinnor som därmed kunde dölja brösten, genom att sugkoppen i mitten hade ett hål tänkt att låta bröstvårtan sticka ut.

### Senare år
25 maj 1981 klättrade Dan Goodwin, även känd som SpiderDan, uppför världens då högsta byggnad Sears Tower med hjälp av ett par sugkoppar. Han klättrade senare uppför Renaissance Center i Dallas, Bonaventure Hotel i Los Angeles, World Trade Center i New York, Parque Central Tower in Caracas, NTV-stationens byggnad i Tokyo och Millennium Tower i San Francisco.

## Användning
Sugkoppar har ett antal kommersiella och industriella användningsområden:
- Fästa ett föremål vid en platt, icke-porös yta, som en kylskåpsdörr eller en vägg.[10]
- Flytta ett objekt, som en glasruta eller liknande, genom att häfta fast sugkoppen vid en platt, icke-porös del av föremålet och därefter fösa eller lyfta detta.
- Hos vissa leksaker som en sugkoppspil
- Som vaskrensare.[11]
- Klättra uppför helt eller nästan vertikala ytor, inklusive på sidan av byggnader. Se vidare buildering.[12]
- Hålla ett föremål still, medan det bearbetas.